# Liten trådlav
Liten trådlav (Ephebe multispora) är en lavart som först beskrevs av Å. E. Dahl, och fick sitt nu gällande namn av Henssen. Liten trådlav ingår i släktet Ephebe och familjen Lichinaceae.  Arten är reproducerande i Sverige. Inga underarter finns listade i Catalogue of Life.